# Attacus lorquinii
Attacus lorquinii o polilla Atlas de Lorquin es una polilla perteneciente a la familia Saturniidae, descrita por primera vez por el entomólogo austríaco Cajetan von Felder. Se encuentra distribuida en las selvas tropicales de gran altitud de las Filipinas.
Cuenta con tres subespecies:
- Attacus lorquinii banghaasi Gschwandner, 1920
- Attacus lorquinii calayanensis Brechlin y van Schayck, 2016
- Attacus lorquinii lorquinii C. y R. Felder, 1861